# جيم واليس
جيم واليس (بالإنجليزية: Jim Wallis)‏ هو كاتب أمريكي، ولد في 4 يونيو 1948 في الولايات المتحدة.

## وصلات خارجية
- جيم واليس على موقع IMDb (الإنجليزية)
- جيم واليس على موقع الموسوعة البريطانية (الإنجليزية)